# Catharsius luluensis
Catharsius luluensis är en skalbaggsart som beskrevs av Ferreira 1960. Catharsius luluensis ingår i släktet Catharsius och familjen bladhorningar. Inga underarter finns listade.